# Sonomètre de Loulié
Le sonomètre de Loulié est un appareil d'accordage (sonomètre) inventé vers 1694 par Étienne Loulié pour faciliter l'accordage des instruments à cordes.
Le 4 juillet 1699, Étienne Loulié a l'honneur de présenter deux inventions devant l'Académie royale des sciences de Paris. Les procès-verbaux de l'Académie pour ce jour-là indiquent :

« Monsieur Loulié a montré à la Compagnie une nouvelle machine qu'il a inventée, qu'il appelle le sonomètre, au moyen de laquelle quiconque n'a jamais accordé un clavecin, pourvu qu'il ait une oreille assez bonne pour accorder une corde à l'unisson avec une autre, et une octave à l'unisson avec une autre, accordera du premier coup le clavecin aussi rapidement, plus facilement et en moins de temps que le meilleur maître de musique l'accordant par la méthode ordinaire. »

— Archives of the Académie des Sciences, Procès verbaux, vol. 18 bis

## Les appareils

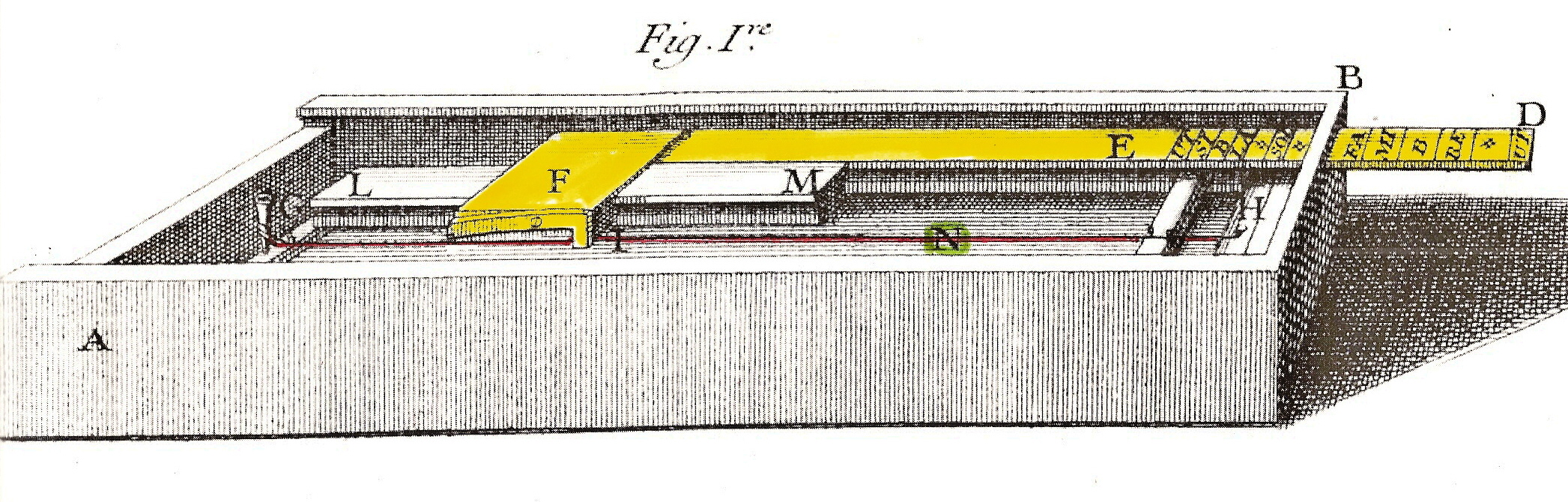
Sonomètre portatif de Loulié, 1699

Loulié invente un modèle portable et un modèle de table du sonomètre. Les deux versions présentent la même base de composants. Le premier élément est une corde d'instrument (indiquée en rouge sur les gravures modifiées) enfilée d'un bout à l'autre d'une boîte en bois rectangulaire peu profonde. Le deuxième élément est constitué d'une ou plusieurs pièces de bois mobiles (indiquées en jaune sur les gravures) qui sont marquées pour représenter les 11 notes de la gamme musicale. Le troisième élément consiste en un élément permettant de pincer la corde (en vert sur les gravures), dans un cas le doigt de l'utilisateur, dans l'autre un levier.

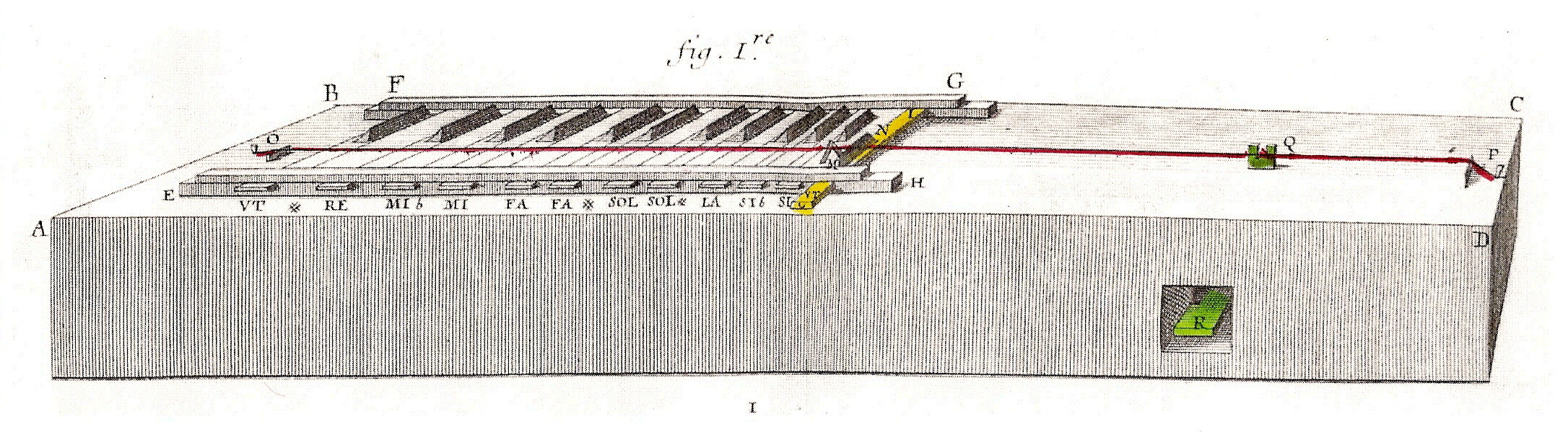
Version de table du sonomètre de Loulie, 1699

La boîte du sonomètre portable peut tenir dans une grande poche. Pour obtenir une note précise de la gamme, une bande de bois graduée (surlignée en jaune) est glissée dans l'ouverture de la boîte et est maintenu en position (en " Fa  ") avec une goupille insérée dans un trou de la bande. En tirant sur cette bande de bois graduée, l'extrémité intérieure de la pièce mobile repose sur la corde, raccourcissant ou allongeant sa longueur de sorte que la hauteur désirée sera émise. Lorsque tout est en place, l'utilisateur pince la corde avec son doigt, au point marqué N (cerclé de vert), et F  est émis. Il pince la corde aussi souvent que nécessaire, jusqu'à ce que la tonalité de fa dièse de l'instrument à accorder corresponde au son produit par le sonomètre. À ce stade, il accorde toutes les cordes en fa dièse de l'instrument, pour les mettre à l'unisson avec le fa  original. Et ainsi de suite, sur toute l'octave.

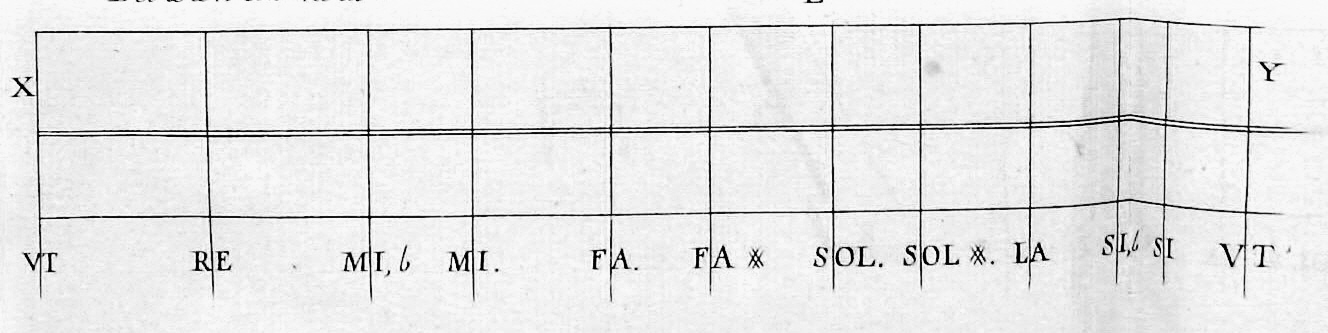
Les proportions de la "division exacte des notes" dans le sonomètre de table de Loulié

Le sonomètre de table ressemble au clavier d'un clavecin, avec ses touches sombres et claires. Cependant, les 11 objets sombres en relief ne sont pas des touches, ce sont des coins triangulaires bas qui fonctionnent comme les frettes d'une viole. C'est-à-dire que lorsque l'un des 11 leviers est tiré vers l'avant, la petite cale entre en contact avec la ficelle (rouge). Un petit outil en forme de L est ensuite positionné sur la corde, en appuyant fermement dessus, comme un doigt appuie sur la corde d'une viole sur une frette. Lorsque tout est prêt, l'utilisateur appuie sur un levier (vert) à l'avant de la boîte et actionne un vérin en forme de clavecin qui se lève et pince la corde. Et ainsi de suite, jusqu'à ce que l'utilisateur ait réglé les 11 hauteurs qui lui permettra d'accorder tout le clavier.

## Description de l'Académie
Le sonomètre inventé par Monsieur Loulié :
[Dans la figure 1] AB est une boîte qui contient une pièce coulissante, DEF, qui court le long de l'autre pièce, LM, qui est attachée au fond de la boîte. L'extrémité en ED sort par une ouverture semblable à celle taillée en B. L'autre extrémité [de la pièce coulissante], F, a une sorte d'équerre qui lui est fixée par une vis et qui est poussé par un ressort pour que cet angle droit pince la corde HNG à l'endroit marqué I.
Le deuxième chiffre [le morceau de bois coulissant] est la taille réelle et est divisé selon les proportions nécessaires qui permettront à la corde de produire le son que l'on désire pour accorder n'importe quel instrument, ce qui se fait comme suit :
A chaque ligne de division sur la pièce DE, laquelle passe par l'ouverture B de la boîte. il y a une petite épingle. Quand on veut entendre une note, on tire sur le morceau, pour déplacer la goupille de cette note. Puis, appliquant cette épingle avec précision contre l'ouverture de la boîte, on pince la corde avec le doigt en N, et la corde produit le son désiré. Cet effet est produit par les différentes positions dans lesquelles on place la pièce coulissante (DE) et la pièce d'équerre sur la corde (HG). Les différentes distances de H créent les différents sons.
Cet instrument est portatif. Il se glisse facilement dans une poche. Il est même utilisé par les facteurs de clavecin, qui l'emploient pour accorder ce genre d'instruments.
Un autre sonomètre inventé par Monsieur Loulié
Le dessus de la boîte (ABCD) a, dans sa mi-longueur, plusieurs ponts fixés aux extrémités de ce même nombre de petites planches mobiles, qui s'emboîtent entre [les bâtons horizontaux] FG et EH. Il y a douze de ces petites planches, qui marquent les divisions de toutes les notes de l'octave entière, y compris les bémols et les dièses. Une corde (OQP) produit le son de ces différentes notes lorsqu'elle est pincée par le petit vérin [ sauterau ] actionné à l'intérieur de la caisse par la touche R, où elle repose sur un petit point d'appui. Notez que do [ ut ou C] est exactement au milieu des deux points fixes O et P.
Quand on veut accorder un instrument, on tire vers soi la [petite planche] de la note qu'on veut produire, de façon que le chevalet relevé soit sous la corde. Et pour s'assurer que la corde touchera fermement le chevalet, on place dessus une pièce en forme d'équerre. Par exemple, si on veut un do, on tire la planche LI et le pont qui y est fixé (MN) ; et on met l'équerre derrière le chevalet, puis on pince la corde avec le cric.
La troisième figure montre la division exacte des notes, les différentes distances étant marquées.